# احمد شیک
احمد شیک (ترکی استانبولی: Ahmet Şık؛ زادهٔ ۱۹۷۰) روزنامه‌نگار و نویسنده اهل ترکیه است. او نویسنده کتاب ارتش امام است که نگارش این کتاب منجر به بازداشت او به مدت یک سال و توقیف کتاب شد. موضوع این کتاب در مورد فتح‌الله گولن و جنبش گولن است.